# اینطور چیزها (فیلم)
اینطور چیزها (به انگلیسی: All That Jazz) فیلمی ۱۲۲ دقیقه‌ای به کارگردانی باب فاسی با بازی روی شایدر محصول کشور ایالات متحده آمریکا و آلمان است. این فیلم در جشنواره فیلم کن ۱۹۸۰ برنده نخل طلایی شد.

## خلاصه داستان
کارگردان این فیلم، «باب فاس» داستان زندگی خودش را بازگو می‌کند. داستان فیلم از جایی شروع می‌شود که او برای نمایش جدید خودش در حال انتخاب رقاص است و …

## بازیگران
- روی شایدر
- سی.سی.اچ. پاوندر
- جسیکا لنگ
- کیت گوردون
- کلیف گورمن
- مایکل تلان
- ماکس رایت
- جان لیسگو
- بن مسترز
- والاس شاون
- ان راینکینگ

## جوایز
این فیلم برندهٔ ۴ اسکار (برنده اسکار بهترین موسیقی-برنده اسکار بهترین تدوین-برنده اسکار بهترین طراحی لباس-برنده اسکار بهترین طراحی هنری)
و کاندیدای ۵ اسکار دیگر (کاندیدای اسکار بهترین فیلمبرداری-کاندیدای اسکار بهترین فیلمنامه غیر اقتباسی-کاندیدای اسکار بهترین کارگردانی-کاندیدای اسکار بهترین بازیگر نقش اول مرد-کاندیدای اسکار بهترین فیلم) در سال ۱۹۸۰ شد.